# Gustavo Gabriel Levene
Gustavo Gabriel Levene (San Fernando del Valle de Catamarca, Catamarca, Argentina; 30 de agosto de 1905 - Buenos Aires, Argentina; 1987) fue un historiador y escritor argentino.

## Biografía
Gustavo Gabriel Levene nació el 30 de agosto de 1905 en San Fernando del Valle de Catamarca, Catamarca, Argentina. Es sobrino del historiador Ricardo Levene. Inicia sus estudios primarios en Catamarca y más tarde continuaría en Buenos Aires, en donde estudia también el bachillerato. Ingresa a la Facultad de Medicina de la Universidad de Buenos Aires, sin embargo abandona la carrera. Sigue sus estudios en la Facultad de Humanidades y Ciencia de la Educación de la Universidad de La Plata, de la cual egresa con el título de profesor.  Como tal, ocupó numerosas cátedras en colegios secundarios, y fue director del colegio "Cangallo Schule" de 1962 a 1965. También fue asesor del ministro de Educación de la Nación, miembro de la Comisión Editora de la "Biblioteca de Mayo" del Honorable Senado de la Nación.  
Fue prolífico historiador que sentía la historia desde una perspectiva humana a través del drama de sus personajes históricos o de la vida cotidiana, las costumbres y las creencias.  Esta perspectiva fue muy original para una época en que la historia se escribía sobre hechos militares heroicos o sobre hombres providenciales que por sí mismos cambiaban el curso del devenir histórico.  Entre sus obras destacan Nueva historia argentina, panorama costumbrista y social desde la Conquista hasta nuestros días e Historia de los presidentes argentinos, esta última abarcando desde la presidencia de Bernardino Rivadavia hasta la tercera presidencia de Juan Domingo Perón.  
Su interpretación de la historia argentina se adhiere a la tradición liberal, el cual veía la época colonial como una era árida y carente de progreso, hacía de Bernardino Rivadavia su héroe de inicios del siglo XIX, y veía a Juan Manuel de Rosas como un reaccionario, defensor del sistema colonial y que servía a los intereses británicos.  Incursionó en el teatro histórico con su obra Mariano Moreno por el cual obtiene el Primer Premio Nacional de Letras en 1957.  Habría de escribir otras obras de teatro histórico sobre las personalidades de José de San Martín y Juan Martín de Pueyrredón en El desconocido, Bernardino Rivadavia en Bernardino, Esteban Echeverría en El mañana y Lucio V. Mansilla en Un hombre ante el espejo.  Sin embargo, su obra más conocida es Niñez en Catamarca, relato autobiográfico que ha sido adoptado por muchos colegios argentinos como libro de lectura.  Gustavo G. Levene muere en Buenos Aires, en 1987.

## Obras
- Novela
  - Minuto meridiano (1930)
  - Niñez en Catamarca (1946)

- Poesía
  - Poemas para mi infancia de hoy (1967)

- Teatro
  - Mariano Moreno (1953), Primer Premio Nacional de Letras 1957.
  - Bernardino (1960)
  - El desconocido (1967)
  - El mañana: escenificación del romance de Esteban Echeverría y Mariquita Sánchez (1975)
  - Teatro histórico argentino (1980), antología integrada por Mariano Moreno, Bernardino, El mañana, El desconocido, Un hombre ante el espejo.

- Infantil
  - Sultán (2003), ilustrado por Marcela Purita.  Cuento tomado de Niñez en Catamarca.

- Historia
  - Nueva historia argentina; panorama costumbrista y social desde la Conquista hasta nuestros días (1956)
  - La Argentina se hizo así (1960)
  - Historia de los presidentes argentinos (1961)
  - Hombres de la Argentina, de Mayo a Caseros (1962), con Gregorio Weimberg, et. al.
  - Historia ilustrada argentina, desde la colonia hasta nuestros días (1963)
  - Historia argentina 3 Tomos, Editorial Campano, Buenos Aires, (1964).
  - Breve historia de la independencia argentina (1966)
  - Para una antología del odio argentino (1975)
  - La Argentina Hoy (1979)
  - Hombres de la Argentina: de mayo a la crisis del 30 (1987)
  - Breve historia de la Argentina (2011)[2]

- Zoología
  - Vida animal (1949)